# Гимли
Гимли е персонаж от романа „Властелинът на пръстените“ на Дж. Р. Р. Толкин.
Гимли е джудже от народа на Дурин. Той е син на Глоин, едно от дванадесетте джуджета, придружаващи Торин Дъбощит и Билбо Торбинс в похода им да прогонят дракона Смог от Самотната планина - събитията, описани в романа „Хобитът“ от същия автор.
В „Задругата на пръстена“ Фродо Торбинс среща Гимли в Ломидол и след Съвета на Елронд Гимли става един от деветте члена на Задругата със задачата да съпроводи Фродо до Съдбовната планина, където трябва да бъде унищожен Единствения пръстен.
При преминаването на Задругата през Лотлориен, Гимли е толкова впечатлен от елфическата кралица Галадриел, че когато тя раздава дарове на всеки член на Задругата, той поисква от нея единствено косъм от косата ѝ.
В „Двете кули“, след разпадането на Задругата при Амон Хен Гимли заедно с Арагорн и Леголас преследва орките, отвели хобитите Мери и Пипин, в страната Рохан. По-късно участва в битката при Шлемово усое, където организира надпревара с Леголас в избиването на орки и я печели с един орк (43, 42 за Леголас).
В „Завръщането на краля“ Гимли придружава Арагорн, Леголас, група Скиталци от Севера и синовете на Елронд по Пътя на мъртвите, за да може Арагорн да свика Мъртвите при камъка Ерех, което по-късно се оказва един от повратните фактори, довели до разбиването на обсадата на Гондор.
Гимли е известен с приятелството си с елфа Леголас, необичайно за едно джудже, тъй като между двата народа има дълго таена вражда. Заради това бива наречен „приятел на елфите“.
В екранизацията на трилогията „Властелинът на пръстените“ на режисьора Питър Джаксън от 2001-2003 година, ролята на Гимли се изпълява от Джон Рис-Дейвис.